# بيل كيلي
بيل كيلي (بالإنجليزية: Bill Kelly)‏ هو لاعب كرة قدم أمريكية أمريكي، ولد في 24 يونيو 1905 في دنفر في الولايات المتحدة، وتوفي في 14 نوفمبر 1931 في نيويورك في الولايات المتحدة.